# Ryania speciosa
La riania  (Ryania speciosa Vahl, 1796) è una pianta tropicale appartenente alla famiglia Salicaceae.
Il suo legno, essiccato e macinato finemente, viene utilizzato per difendere le pomacee dalla carpocapsa del melo (Cydia pomonella). Infatti in queste piante è presente l'alcaloide vegetale rianodina, capace di disattivare i recettori rianodinici e quindi bloccare la contrazione del muscolo.